# 斗鸡

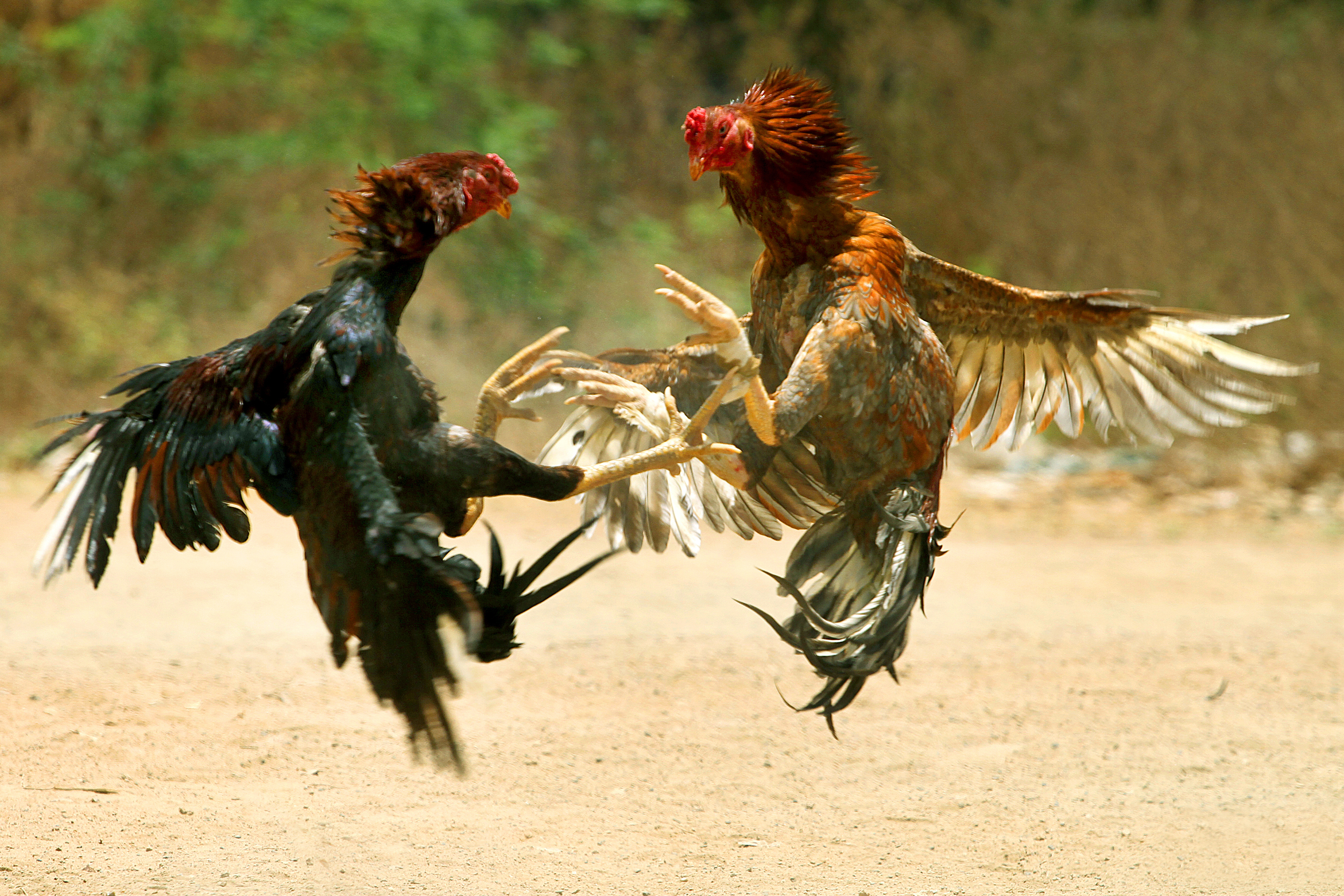
鬥雞，泰米爾納德邦，印度。

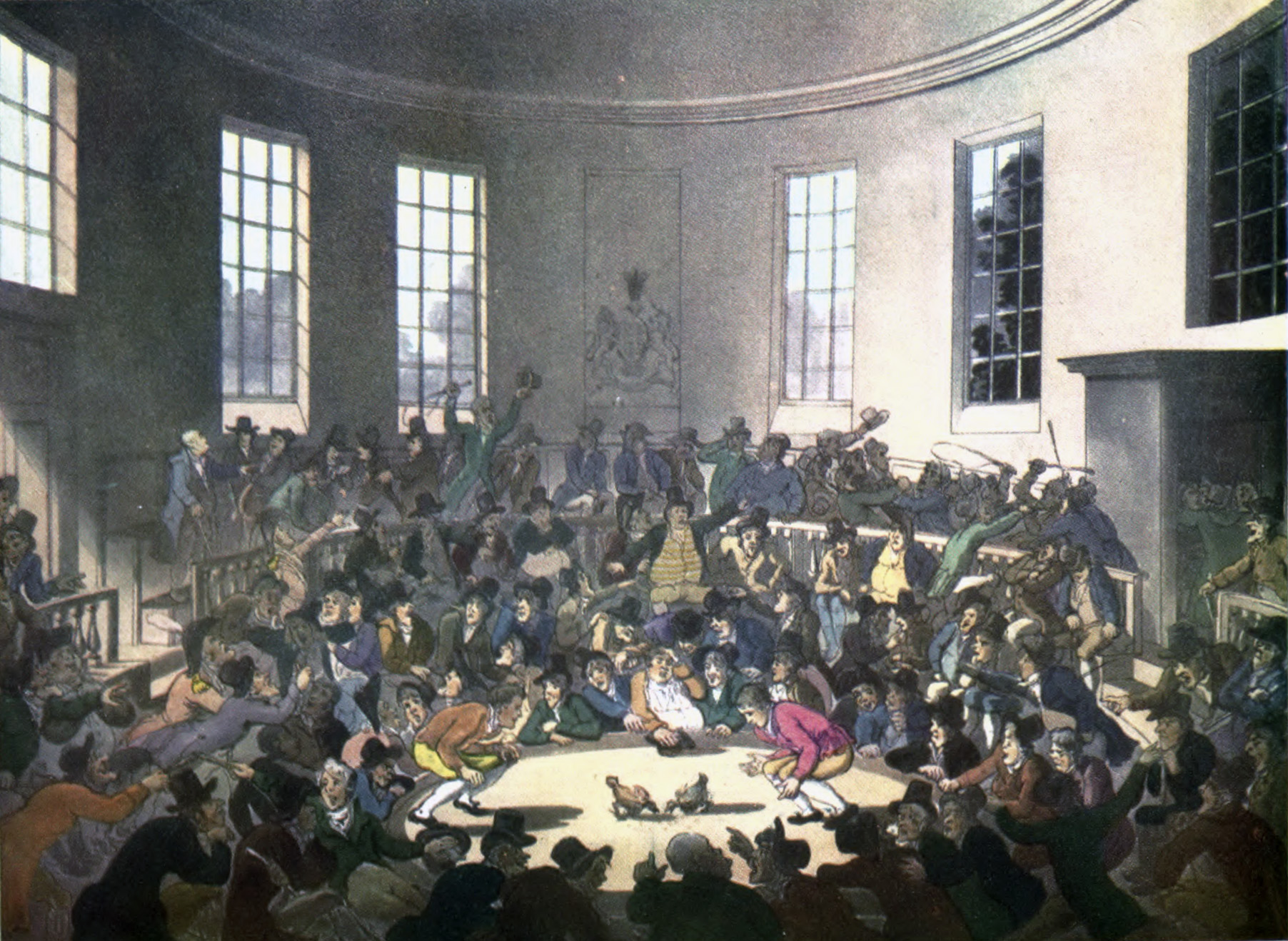
倫敦的鬥雞場面（約1808年）

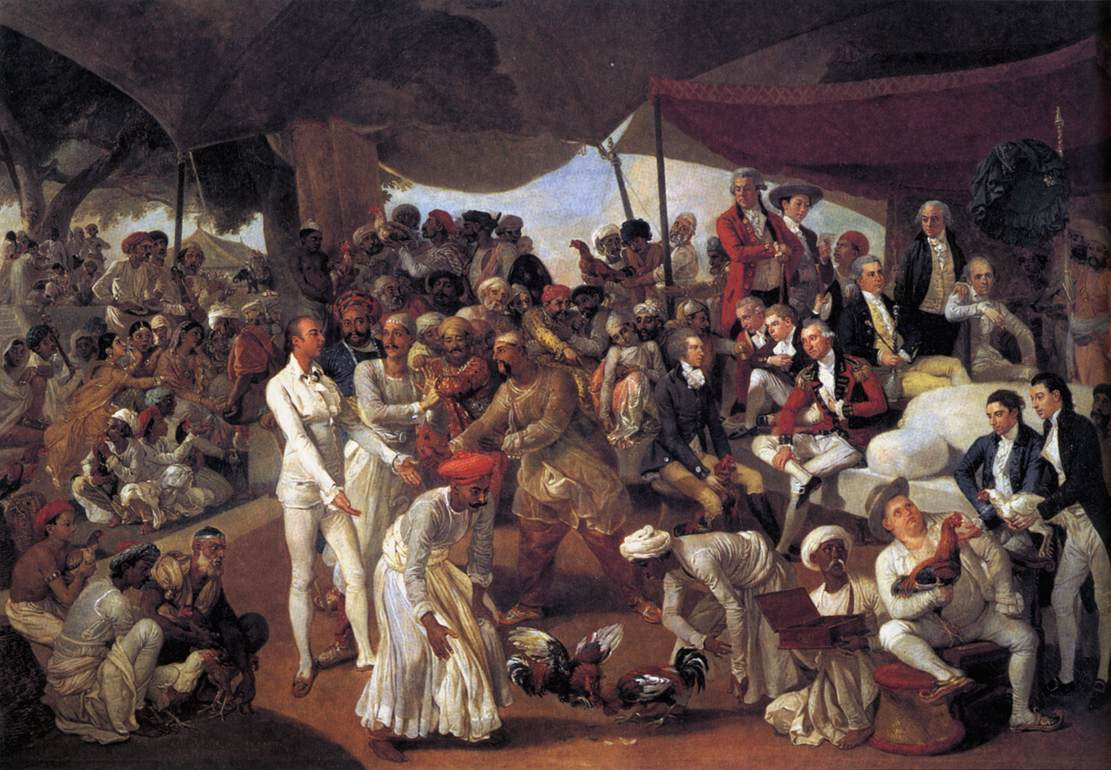
莫當特上校的鬥雞比賽（约翰·佐法尼繪，1788年）

斗鸡是世界各地几乎都有的娱乐传统，利用鸡形目的鸟（也有其他目的）在发情期好斗的特点，来进行比赛。斗鸡中国古代盛行的一种游戏。最早是由百越中的傣系民族發展出來。在亞洲印度河文明時代已有鬥雞（他們是使用原雞）。

## 分佈
在亞洲的中國、菲律賓、越南、印尼、泰國、印度安德拉邦、泰米爾納德、在美洲的厄瓜多爾、尼加拉瓜、哥倫比亞、委內瑞拉、巴拿馬、墨西哥、秘魯、多明尼加、路易斯安那，在歐洲法國和西班牙也有鬥雞的出現。

## 過程
斗鸡时将把两只性情凶猛的公鸡放在一起，它们就会激烈地互相啄咬起来，还会用距劈击对手。如果两鸡相斗了很久，都有疲惫之态，还要用水将它们喷醒，使之振奋，重新投入战斗，直到有一只公鸡败下阵来。斗鸡的场面是相当激烈的，两只鸡斗得难分难解，势不两立，斗完后鸡冠流血，啼叫无力。
斗鸡最早见于《左传·昭公二十五年》：“季、郈之鸡斗，季氏介其鸡，郈氏为之金距”，就是说季平子将芥末撒在它的鸡翅膀上（或云以胶漆其羽毛，使之类似铠甲），郈昭伯在他的鸡距扎上金属刀子。
唐代的文学家韩愈曾用诗描写斗鸡的场面：“裂血失鸣声，啄殷甚饥馁，对起何急惊，随旋诚巧绐。”孟郊也写过有关斗鸡的诗云：“事爪深难解，嗔睛时未怠。一喷一醒然，再接再厉乃。”《陶庵夢憶》稱「一日余閱稗史，有言唐玄宗以酉年酉月生，好鬥雞而亡其國。余亦酉年酉月生，遂止。」
赌博常伴随斗鸡，赌客以金钱博甲鸡或乙鸡胜出。

## 斗鸡选择

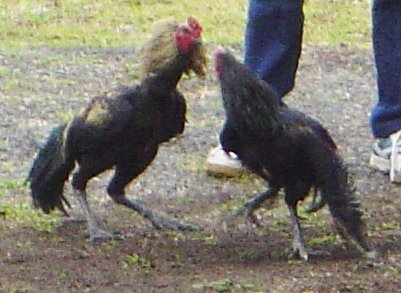
鬥雞

- 斗鸡必须毛短而稀，减少鸡毛被对方咬住的机会。
- 头小而直
- 眼睛要深，皮厚
- 脚大而且直挺，鸡距发达。
- 举止稳重，不乱动。

这样的斗鸡胜面大。
斗鸡多从天性好斗的赤毛鸡驯养得来。

## 斗鸡的训练
- 用稻草堆成草墩，把鸡放在草墩上，锻炼鸡的足力。
- 把喂鸡的米放在高处，让鸡伸长脖子吃米，炼出来的斗鸡嘴利。
- 剪短鸡冠，不让对手咬上。

## 轶事
1978年香港中學會考中國語文科試卷一作文考試以「鬥雞」為主題，分設三題︰對人類相殘的感慨(抒情)、對賭博的意見(議論)、記敍和描寫一種體育競技(如拳擊、摔角或比武)。

## 研究書目
- Robert Joe Cutter著，張振軍等譯：《鬥雞與中國文化》（北京：中華書局，2005）。